# Мугут (Знаурский район)
Мугут (осет. Мугут, груз. მუგუთი — Мугути) — село в Закавказье, расположено в Знаурском районе Южной Осетии, фактически контролирующей село; согласно юрисдикции Грузии — в Карельском муниципалитете. Центр Мугутской сельской администрации.

## География
Село находится на реке Проне Восточная (притоке реки Кура) на границе РЮО с собственно Грузией и к югу от осетинского села Дидмуха.

## Население
Село населено этническими осетинами. По переписи населения 1989 года в селе жило 273 человека, из которых осетины составили 100 %.

## История
В разгар южноосетинского конфликта к утру 8 августа 2008 года село было блокировано, а затем занято грузинскими войсками. После войны в августе 2008 года село находится под контролем властей РЮО.

### Топографические карты
- Лист карты K-38-65 Ленингори. Масштаб: 1 : 100 000. Издание 1979 г.